# La Police en l′an 2000
La Police en l′an 2000 es un cortometraje mudo francés de realizador desconocido, salido en 1910. Es una de las primeras películas de ciencia ficción producidos por Gaumont.

## Sinopsis
En el año 2000, la policía utiliza un dirigible para desplazarse por encima de la ciudad y detener a los ladrones. Los agentes utilizan largas pinzas para atraparlos y enjaularlos antes de llevarlos a la comisaría.

## Ficha técnica
- Título original: La Police en l′an 2000
- Título inglés: Police in the Year 2000
- Realización: desconocida,[1][2]
- Sociedad de producción: Gaumont
- País de origen:  Francia
- Lengua: francés
- Formato: Negro y blanco – 1,33:1 – 35 mm – Mudo
- Género : ciencia ficción, policial
- Longitud de película : 159 metros[3]
- Duración: 4 minutos y 35 segundos
- Año: 1910

## Distribución
- Marcel Fabre
- Clément Mégé: el agente que vuela a la popa
- Eugène Bréon: la agente que vuela a la proa